# Highland Park (Los Angeles)
 For alternative betydninger, se Highland Park. (Se også artikler, som begynder med Highland Park)
Highland Park er et historisk nabolag i det Los Angeles, Californien. Der bor omkring 23.000 indbyggere på et areal på 9km2.
Det var en af de første inddelinger i Los Angeles, og er beboet af en række forskellige etniske og socioøkonomiske grupper.

## Historie
Området blev bosat for tusinder af år siden af Palæo-indianere og blev senere bosat af Tongva. Efter grundlæggelsen af Los Angeles i 1784 fik korporalen ved San Gabriel-missionen, Jose Maria Verdugo, tildelt den 36.403 hektar store Rancho San Rafael, der omfattede nutidens Highland Park. Tørke i slutningen af 1800-tallet resulterede i økonomisk lidelse for Verdugo-familien, og Rancho San Rafael blev til sidst auktioneret i 1869 for $3.500 grundet et ubetalt lån. San Rafael-kanalen blev købt af Andrew Glassell og Albert J. Chapman, som lejede den ud til fårehyrdere. I 1885 i 1880'ernes land-boom blev det solgt til George Morgan og Albert Judson, som kombinerede det med andre grundarealer, de havde købt fra Verdugo-familien for at oprette Highland Park-traktaten i 1886. To jernbanelinjer blev bygget til Highland Park, hvilket hjalp byen med at overleve, da landboomen i 1880'erne sluttede. Highland Park blev annekteret af Los Angeles i 1895. I det tidlige 20. århundrede blev Highland Park og naboområdet Pasadena et tilflugtssted for kunstnere og intellektuelle, der ledede Arts and Crafts-bevægelsen.
Temple Beth Israel of Highland Park and Eagle Rock blev grundlagt i Highland Park i 1923 og opførte dens bygning i 1930. Det er den næstældste synagoge i Los Angeles, der stadig opererer på sin oprindelige placering, efter Wilshire Boulevard-templet (bygget i 1929).
Efter færdiggørelsen af Arroyo Seco Parkway i 1940 begyndte Highland Park at ændre sig. I 1950'erne oplevede den kunstneriske enklave såkaldt white flight og mistede beboere til Mid-Wilshire-distriktet og nyere kvarterer i Temple City og i San Fernando-dalen. I midten af 1960'erne var det ved at blive en latino-enklave. Mexicanske immigranter og deres amerikanskfødte børn begyndte at eje og leje boliger i Highland Park, hvor dens skoler og parker blev steder, hvor beboerne diskuterede, hvordan de kunne bekæmpe diskrimination og fremme borgerrettigheder.
I de sidste årtier af det 20. århundrede blev Highland Park udsat for bølger af banderelateret vold, som en konsekvens af, at the Avenues-banden overtog det tilstødende Glassell Park-kvarter og dele af Highland Park som dens hjemmebane. Ved begyndelsen af det 21. århundrede intensiverede byens justitser bestræbelserne på at befri Highland Park og Glassell Park fra the Avenues. I 2006 blev fire medlemmer af banden dømt for overtrædelse af føderal lovgivning om hate crimes. I juni 2009 lancerede politiet en stor razzia mod banden, hvor mange ledere af banden blev anholdt. I 2009 ødelagde Los Angeles bandes Glassell Park-højborg. Politistyrker, kombineret med indsatser om samfundsbevidsthedsskabende initiativer som den årlige, nordøstlige Peacemarch har ført til et drastisk fald i voldelig kriminalitet i 2010'erne.
Fra begyndelsen af 2000'erne begyndte en mangfoldig blanding af mennesker at ankomme til Highland Park for at opsøge, købe og revitalisere Arts and Crafts-hjem, som havde været forsømt i årtier. Mange af Highland Parks ældste hjem blev raseret i løbet af 1950'erne og 1960'erne. Et arkitektonisk betydningsfuldt hjem fandt vej til Heritage Square Museum takket være indsatsen fra lokale aktivister dedikeret til at redde victorianske hjem ellers planlagt til nedrivning. Ligesom Echo Park og Eagle Rock har Highland Park stødt oplevet gentrificering. Folk fra hele regionen er blevet tiltrukket af de historiske Arts and Crafts-hjem, der undslap nedrivning. Dens relativt lave husleje har gjort det mere og mere populært blandt unge mennesker, der værdsætter det byliv i gåafstand, som den ældre stil i kvarteret kan levere.
Highland Park genopbyggede derfor et ry som et mekka for kunstnere med trendy butikker, gallerier, barer og restauranter, der åbner i hele kvarteret, samt tech-startups. Statuen Chicken Boy blev flyttet fra en Los Angeles-downtown restaurant i 2007 til området. En række butikker, der sælger vintagetøj, og butikker, der tilbyder tilbehør til hipt brugskunst til hjemmet, er åbnet langs York Boulevard. Highland Park er hjemsted for et studie og et pop-up-space for det Los Angeles-baserede hip-hop-label, Stones Throw Records. Kvarterets lave forretningsomkostninger, tætte beliggenhed Los Angeles centrum og den generelle stemning er begyndt at tiltrække tech-startups som True Measure Media, et digitalt sundhedsbureau og Hype Influence, en marketingvirksomhed for influencere.

## Geografi
Highland Park er et kuperet kvarter i byen Los Angeles, der ligger i San Rafael Hills og langs Arroyo Seco. Det ligger inden for det, der engang var Rancho San Rafael fra den spansk/mexicanske æra.
Dens grænser er omtrent Arroyo Seco Parkway (California Route 110) i sydøst, Pasadenas bygrænse i nordøst, Oak Grove Drive i nord og Avenue 51 mod vest. Primære hovedveje inkluderer York Boulevard og Figueroa Street.
Highland Park ligger i den nordøstlige Los Angeles (NELA) region "LA" sammen med Mount Washington, Cypress Park, Glassell Park og Eagle Rock.

## Demografi
Den amerikanske folketælling i 2000 tællede 56.566 indbyggere i det 3,42-kvadratmil store kvarter - i gennemsnit 16.835 mennesker pr. kvadratmil, en af de højeste tætheder i Los Angeles. I 2008 estimerede byen, at befolkningen var steget til 60.841. Medianalderen for beboerne var 28 år, og blev betragtet som ung i sammenligning med byen som helhed.
Highland Park blev betragtet som moderat etnisk blandet. Opdelingen var latinamerikanere, 72,4%; asiater, 11,2%; afroamerikanere, 2,4%, ikke-latinamerikanske hvide, 11,3%; og andre, 2,6%. Mexico (55,3%) og El Salvador (12,0%) var de mest almindelige fødesteder for 57,8% af de indbyggere, der blev født i udlandet, et tal der blev betragtet som højt sammenlignet med byen som helhed.
Den gennemsnitlige husstandsindkomst i 2008-dollars var $45.478, omtrent gennemsnitligt for Los Angeles; en høj procentdel af husstande tjente dog $40.000 eller mindre. Den gennemsnitlige størrelse på husstandene var 3,3 personer, og blev betragtet som høj for byen Los Angeles. Lejere besatte 60,9% af boligerne, og hus- eller lejlighedsejere resten.
Andelen af aldrig-gift mænd var blandt amtets højeste. Folketællingen i 2000 fandt 2.705 familier med enlige forældre, en høj sats for både byen og amtet. Der var 1.942 militærveteraner i 2000, eller 4,9%, et lavt tal for Los Angeles.

## Økonomi
Highland Park har en tradition fra lokale virksomheder, nogle som har været en fast bestanddel i Highland Park-samfundet i over 20 år. Den første af sådanne virksomheder er Galcos Soda Pop Stop. Galco's har været familieejet og drevet i mere end 100 år. Et andet kulturelt vartegn i Highland Park er Avenue 50 Studio, en almennyttig samfundsbaseret organisation, der er baseret på Latino- og Chicano-kultur.

## Administration og infrastruktur
Los Angeles County Department of Health Services driver Central Health Center i Los Angeles centrum, der betjener Highland Park.
United States Postal Service driver Highland Park Post Office, som ligger på 5930 North Figueroa Street.
Los Angeles Fire Department Station 12 er beliggende i området.

## Transport
Highland Park betjenes af Highland Park (LACMTA-station) langs metrostationens Gold Line-letbanelinje.
Det betjenes også af Metro Local buslinjerne 81, 83, 176 og 256 samt LADOT's DASH Highland Park/Eagle Rock buslinje. Highland Park betjenes af den historiske Arroyo Seco Parkway (California State Route 110), tidligere kendt som Pasadena Freeway.

## Uddannelse
Highland Park er inddelt til følgende skoler i Los Angeles USD (LAUSD).
Skoledistrikerne inkluderer:
- Aldama Elementary School
- Annandale Elementary School
- Buchanan Elementary School
- Bushnell Way Elementary School[26]
- Garvanza Elementary School
- San Pascual Elementary School
- Saint Ignatius fra Loyola School (K-8)
- Toland Way Elementary School
- Yorkdale Elementary School
- Monte Vista Elementary School
- Arroyo Seco Museum Science Magnet School (K-8)

Beboere er inddelt til Luther Burbank Middle School og Benjamin Franklin High School. Los Angeles International Charter High School og Academia Avance Charter betjener også samfundet.

## Personer
- Isaac Colton Ash, medlem af byrådet, 1925–27[28]
- Jackie Beat, drag-artist og komiker[29]
- Beck, musiker[30]
- Jackson Browne, musiker[31]
- Rose La Monte Burcham (1857-1944), læge og minedriftansvarlig, hvis hus Highland Park stadig står[32]
- Zack de La Rocha, musiker[33]
- Daryl Gates, politichef fra 1971 til 1992[34]
- Billie Eilish, musiker, sanger, sangskriver[35]
- Edward Furlong, skuespiller[36]
- John C. Holland, byrådsmedlem i Los Angeles, 1943–67, forretningsmand[37]
- Diane Keaton, Academy Award-vindende skuespillerinde, opvokset i Highland Park[38]
- Mike Kelley (kunstner)[39]
- Marc Maron, komiker og skuespiller[40]
- Finneas O'Connell, sanger, sangskriver, pladeproducent, musiker og skuespiller[41]
- Ariel Pink, musiker[42]
- Fritz Poock, kunstner[43]
- Skrillex, musiker[44]
- Emily Wells, musiker[45]
- David Weidman, silketrykkunstner og animationsbaggrundsmaler[46]

## I populærkulturen
Film, der er optaget i Highland Park, inkluderer:
- Reservoir Dogs[47]
- The Lincoln Lawyer - placering til baren The York on York[48]
- Gangster Squad - i begyndelsen af 2012 blev hele Highland Park downtown-området langs Figueroa Street omgjort til at ligne Los Angeles efter 2. verdenskrig for filmen[49]
- Yes Man[50]
- Cyrus[51]
- Tuff Turf[52]

Fjernsyns- og spillefilm har brugt den gamle Los Angeles Police Department-bygning i 6000-blokken på York Boulevard.
Smith Estate, et historisk victoriansk hus på en bakke, har været en optagelsessted for horror-film som Spider Baby, Silent Scream og Insidious: Chapter 2.

## Eksterne links
- History of Highland Park- Accidental College Sociology Department
- Audubon Center - Audubon Center i Debs Park
- Southwest Museum —Autry National Center, Southwest Museum of the American Indian
- Heritage Square Museum —Historic Rescues Homes
- Chicken Boy - Historic Route 66 Landmark
- York & Fig Arkiveret 18. februar 2017 hos  Wayback Machine - a reporting project by Marketplace on the gentrification og Highland Park